# Алким (первосвященник)
Алким (др.-греч. Αλκιμος) или Иоиаким (вероятно, от Элиаким, ивр. יהוֹיָקִים‎) — первосвященник у евреев, который был поставлен сирийским царем Дмитрием Селевкидом и водворен в эту должность его полководцем Вакхидом в 161 году до н. э..
Ненавидимый евреями как иноземный ставленник и приверженец греческих нравов, Алким по усилении в том же году власти Маккавеев был вынужден снова удалиться в Антиохию, где он жалобами и наветами на своих единоверцев вызвал новое нашествие на Иудею сирийцев под предводительством Никанора и был вновь водворен в Иерусалиме помощью иноземного войска. Под этою защитою Алким продолжал дело эллинизирования евреев, т. е. слияния их с греками, и с этою целью распорядился разрушить во дворе храма стену, отделявшую место, куда дозволен был доступ язычникам, но в то время, как повествует хроникер, он был поражен ударом и умер в тяжких мучениях. Случилось это в 23 день месяца Хешвон (в ноябре 159 года до н. э.), и по окончательном восторжествовании Маккавеев день этот был назначен народным праздником.